# Bracha Tzfira
Bracha Tzfira (en hébreu:ברכה צפירה), (Jérusalem, 1911 ou 1914 - avril 1990) est une chanteuse juive israélienne, très populaire après les années 1930. Elle fut l'une des pionnières du genre zemer ivri (la chanson hébraïque), surtout grâce à sa collaboration avec le compositeur Nahoum Nardi.

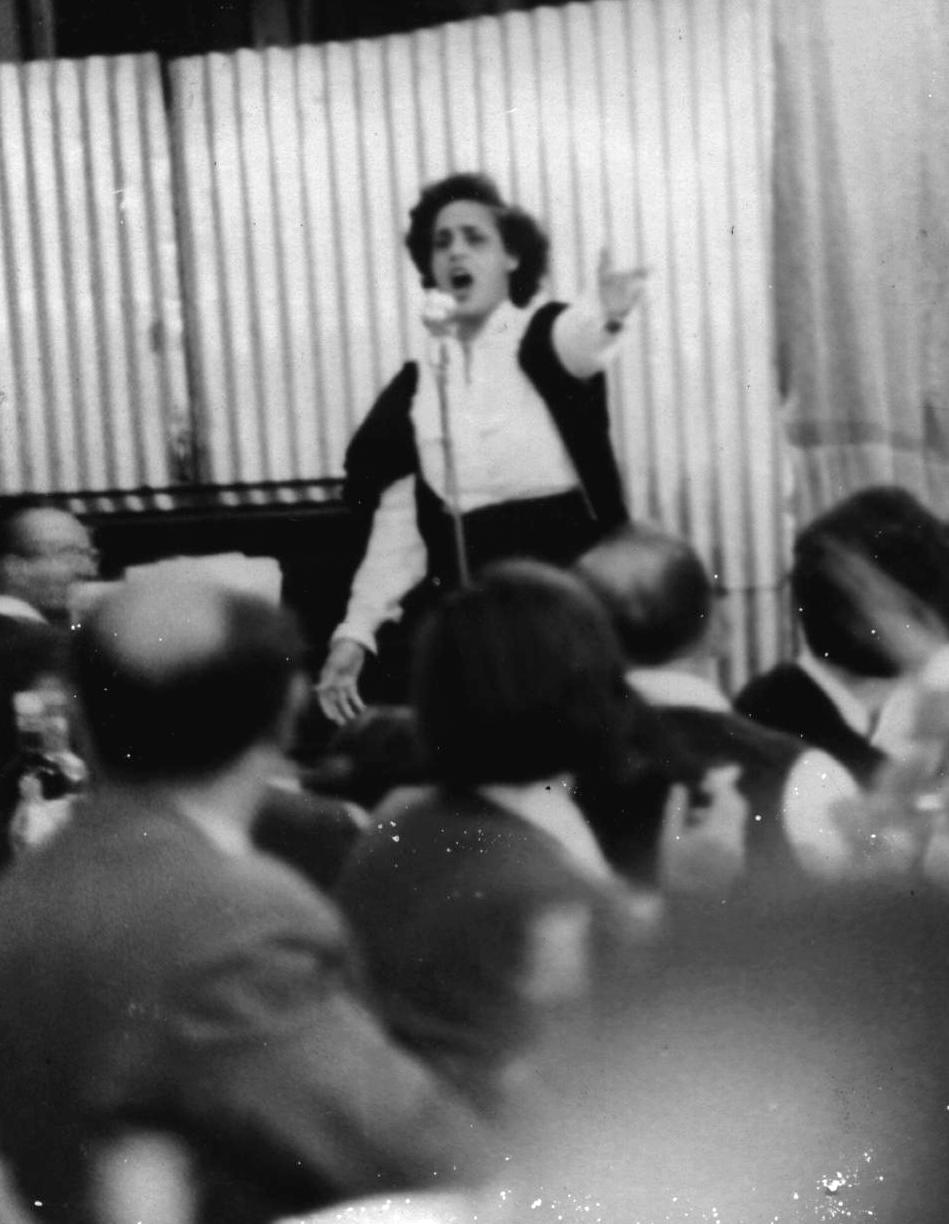
Bracha Tzfira chante le soir de Pessa'h dans la salle commune du kibboutz Gan Shmouel.

## Éléments biographiques
Bracha Tzfira est née à Jérusalem en 1911 ou en 1914 dans une famille juive yéménite originaire de Sanaa. Son père était rabbin. Orpheline à trois ans, elle est placée d'abord chez une de ses tantes et ensuite dans un orphelinat dans le quartier Yemin Moshé de Jérusalem. Par la suite elle est élevée dans plusieurs familles juives, appartenant à diverses communautés de Jérusalem, ce qui lui permettra d'apprendre une grande variété de chansons traditionnelles, spécifiques à chacune de ces communautés.

Étudiante à l'internat Meir Shfeya, elle est reçue à l'âge de 16 ans comme chanteuse au Théâtre de la Terre d'Israël (Ha'Theatron Ha'eretz isra'ëli) de Tel Aviv, où elle rencontre l'impresario Moshe Valin. Elle rejoint la troupe de théâtre satirique Koumkoum fondé par le poète Avigdor Hameiri. À l'initiative de celui-ci, elle part faire des études de musique à Berlin, à l'école de Max Reinhardt. C'est là qu'elle fait la connaissance du pianiste-compositeur Nahum Nardi, qui compose des chansons pour elle, en s'inspirant également de son riche bagage musical, folklorique et liturgique, juif. Ils se produiront ensemble dans de nombreuses parties du monde - en Europe, en Amérique, en Israël et en Égypte. Mariée à Nahum Nardi, Bracha Tzfira divorce de lui après huit ans. Ils auront une fille, la cantatrice d'opéra Naama Nardi.
Dans les années 1940, Bracha Tzfira collabore avec des compositeurs récemment immigrés en Israël, dont Paul Ben-Haim, Ödön Partos et Mark Lavri. Ils tenteront ensemble de créer un style musical propre au pays, qui comporte des éléments juifs yéménites, mizrahim et séfarades. Son répertoire et sa manière d'interprétation se distinguent par des notes orientales adaptées dans une façon "classique" européenne, stylisation qui lui vaudra plus tard des critiques. Son accent guttural et son intonation de l'hébreu donnent à son interprétation un plus d'"authenticité" locale qui fascine les créateurs juifs arrivés de la diaspora européenne.
Bracha Tzfira se remarie avec Ben Ami Zilber, un violoniste de l'Orchestre Philharmonique de Tel Aviv. Ils auront un fils, le compositeur et chanteur de musique pop Ariel Zilber.

## Répertoire
Parmi les chansons les plus connues de son répertoire, on compte :
- Beyn Nahar Prat li'nhar Hidekel בין נהר פרת לנהר חידקל
- Aley Giv'a עלי גבעה
- Yesh li gan יש לי גן
- La'midbar sa'enou - למדבר שאנו - générique d'ouverture des émissions radiophoniques en hébreu de Kol Yeroushalaïm (La Voix de Jérusalem), la radiodiffusion de Palestine mandataire (1936)